# أبو ركب (الدوادمي)
أبو ركب، هي قرية من فئة (ب) تقع في محافظة الدوادمي، والتابعة لمنطقة الرياض في السعودية. وتبعد أبو ركب عن محافظة الدوادمي بمسافة تقارب () كم.